# Giuseppe Giusti

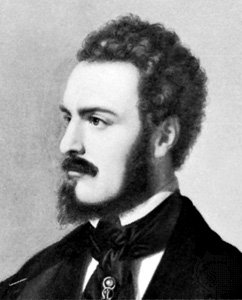
Giuseppe Giusti

Giuseppe Giusti, spr. dschústi, (* 13. Mai 1809 in Monsummano Terme, Provinz Pistoia; † 31. März 1850 in Florenz) war ein italienischer Dichter, Satiriker und Politiker.

## Leben
Giusti absolvierte seine Schulzeit an den Gymnasien von Lucca und Pistoia. Auf Wunsch seiner Familie begann er anschließend Jura an der Universität Pisa zu studieren. Nach erfolgreichem Abschluss begann er in Florenz seine Referendariatszeit, um sich auf eine Karriere als Rechtsanwalt vorzubereiten.
Von Hause aus von kränklicher Natur, kam Giusti während dieser Zeit zu der Erkenntnis, dass er als Jurist völlig fehl am Platze sei. Als er sich dann auch noch unglücklich verliebte, zog er sich ins Privatleben zurück und widmete sich nun fast ausschließlich der Literatur.
Als am 2. März 1835 der österreichische Kaiser Franz I. starb, wurde anonym das Gedicht Il dies irae (dt. „Der Tag des Zorns“) veröffentlicht, welches durch den unerhörten Freimut der Sprache großes Aufsehen erregte; erst Jahre später bekannte sich Giusti als Autor zu diesem und anderen anonymen Werken, in welchen in ebenso kühner wie scharfer Weise die herrschenden politischen und sozialen Missbräuche angeprangert wurden.
Politisch interessiert, war Giusti ein glühender Verfechter eines vereinten unabhängigen Italiens, und thematisierte dies auch immer wieder in seinen politischen Pamphleten und Gedichten. Dabei griff er ohne Unterschied den weltlichen und kirchlichen Adel, wie auch die „Italianissimi“ und die „Utopisten“ als Verräter der italienischen Sache an.
Anlässlich der Krönung von Ferdinand I. zum König von Lombardo-Venetien am 6. September 1838 veröffentlichte Giusti sein Gedicht „L'incoronazione“. Mit diesem und in seinem Drama „La vestizione d'un cavaliere“ (1839) griff er Ferdinand und dessen Politik an und verspottete auch Emporkömmlinge und Kriegsgewinnler; dieses Theaterstück widmete Giusti den Manen Talleyrands.
Aus politischen Gründen zirkulierten Giustis Gedichte bis 1844 nur handschriftlich. Als in diesem Jahr eine von ihm nicht autorisierte Ausgabe erschien, begann er selbst seine Werke zu überarbeiten und konnte bereits im darauffolgenden Jahr eine Sammlung veröffentlichen.
Als am 21. Juni 1846 Pius IX. zum Papst gewählt wurde, bejubelte Giusti dies  u. a. mit seiner Schrift „Il congresso de Birri“, da er mit diesem Papst eine Einigung Italiens in greifbarer Nähe sah.  Durch sein politisches Engagement bekannt geworden, wurde Giusti ab 1848 zweimal als Abgeordneter in die Regierung Toskanas gewählt. Als er aber nach dem Sturz der Regierung Gino Capponis in einigen Pamphleten dies den Anarchisten anlastete, wurde er als Reaktionär abgewählt.
Giusti sah sich von allen verkannt und der Schmerz darüber verschlimmerte auch seine körperlichen Leiden. Seine letzten Jahre verbrachte Giusti kränkelnd im Hause seines Freundes Gino Capponi in Florenz und starb dort wenige Wochen vor seinem 41. Geburtstag am 31. März 1850.

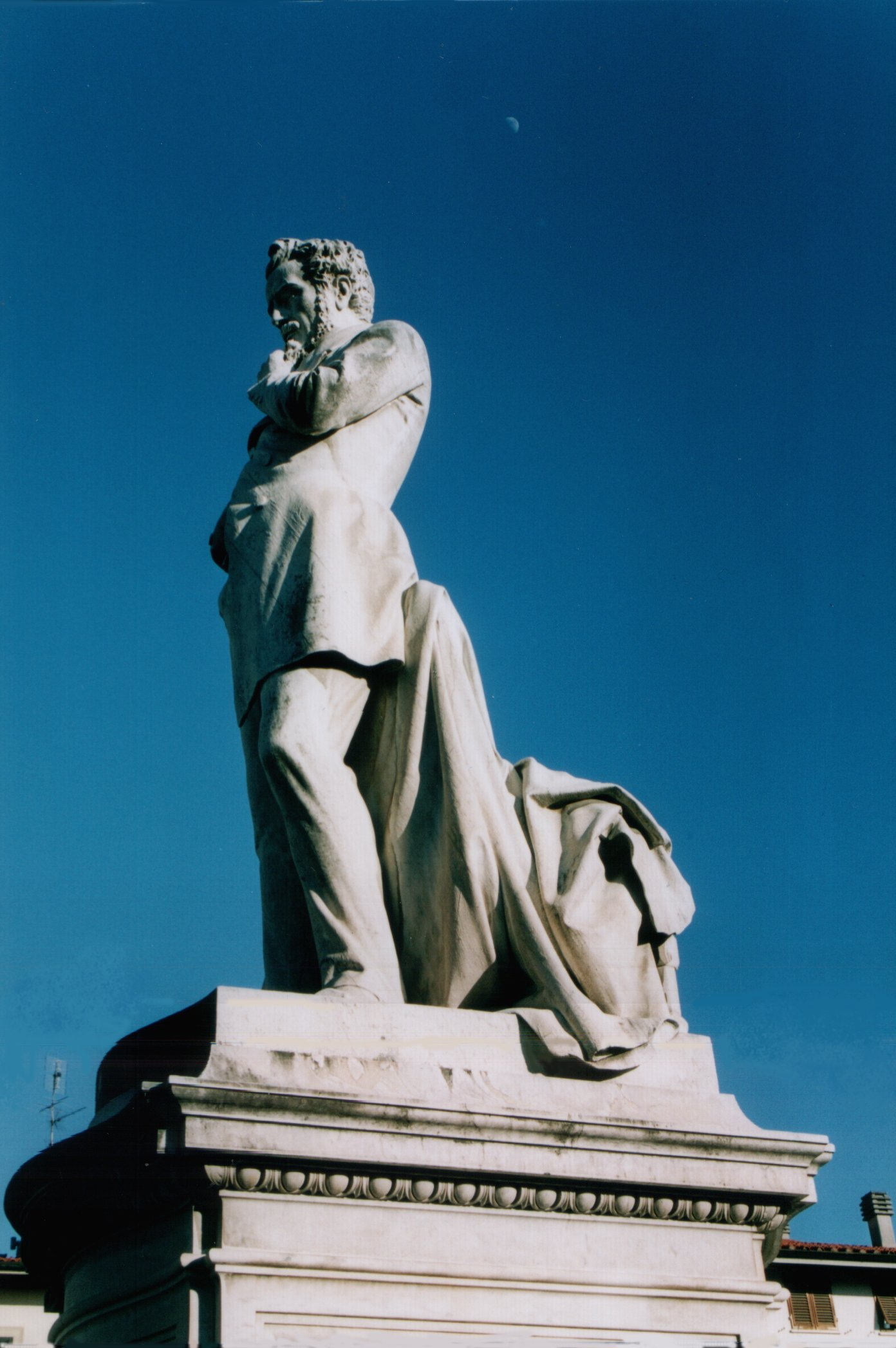
Denkmal für Giuseppe Giusti in Monsummano Terme

## Rezeption
Giustis Werk ist heute noch von Interesse, da es einen genauen Blick auf das Entstehen eines modernen Italien erlaubt. Mit großem Geschick bediente sich Giusti gerade in seinen Gedichten des traditionellen florentischen Dialekts, da er diese Sprache als zukünftige Sprache eines gesamten Italiens sah.
Eine erste Gesamtausgabe wurde noch 1852 aus politischen Gründen verboten und vernichtet. 1868 durfte Giovanni Fioretto einige Werke von Giusti kommentiert veröffentlichen und auch Gino Capponi (1871) und Giovanni Frassi (1885) bemühten sich erfolgreich um die Veröffentlichung der Werke Giustis. Paul Heyse war einer der ersten, der Giustis Gedichte ins Deutsche übertrug.

## Werke (Auswahl)
- Lo stivale
- L'incoronazione (1838)
- Brindisi di Girella (1840)
- Gli umanitari
- Gli immobili ed i semoventi (1841)
- Versi. Bastia 1845
- Il congresso de Birri (1846)
- Il spettri del 4 septembri (1846)
- Delenda Carthago (1848)
- Arruffa popoli (1848)
- Giovanni Fioretto (Hrsg.): Werke. Florenz 1877
- Discorso della vita e delle opere di Giuseppe Parini. Florenz 1846.
- Gino Capponi (Hrsg.): Raccolta di proverbi toscani". Florenz 1871.
- Scritti vari in prosa e in versi (1866)
- Studi e commenti intorno alla Divina Commedia
- Nuova raccolta di scritti inediti (1868). Seinen sehr interessanten Briefwechsel * Giovanni Frassi (Hrsg.): Epistolario. 2. Auflage. Florenz 1885 (2 Bde.)
- Le più belle pagine di Giuseppe Giusti scelte da Aldo Palazzeschi. Pref. di Enrico Ghidetti. Nachdruck der Ausg. Milano, Treves, 1922. Firenze: Le Lettere, 2001, ISBN 88-7166-615-1.
- Nunzio Sabbatucci (Hrsg.): Opere di Giuseppe Giusti. Torino: Unione Tip.-Ed. Torinese, 1976. (Classici italiani; 89).

- Gesammelte Werke, Paul Heyse. Reihe 5, Italienische Dichter in Übersetzungen. Teil: 3. Drei Satirendichter: Giuseppe Giusti, Antonio Guadagnoli, Giuseppe G. Belli. Nachdr. d. der Ausg. Berlin, Hertz, 1889. Hildesheim: Olms, 1999, ISBN 3-487-10989-1.